# Shuryuk
Shuryuk är en ort i Azerbajdzjan.   Den ligger i distriktet Lənkəran Rayonu, i den sydöstra delen av landet, 210 km söder om huvudstaden Baku. Antalet invånare är 1 302.
Terrängen runt Shuryuk är platt åt nordost, men åt sydväst är den kuperad. Terrängen runt Shuryuk sluttar österut. Runt Shuryuk är det ganska tätbefolkat, med 120 invånare per kvadratkilometer.. Närmaste större samhälle är Lankaran, 6,9 km norr om Shuryuk.
Trakten runt Shuryuk består till största delen av jordbruksmark.